# Orpheusdickkopf
Der Orpheusdickkopf (Pachycephala orpheus) ist ein südostasiatischer Vertreter der Sperlingsvögel.

## Beschreibung
Der Orpheusdickkopf erreicht eine Körperlänge von etwa 14 cm. Der Oberkopf des Männchens ist überwiegend grau, wobei Stirn, Zügel und Überaugenstreif weißlich-grau und die Ohrdecken rötlichbraun gefärbt sind. Die übrige Oberseite ist grünlich olivbraun mit einem gelblichen Anflug auf Bürzel und Oberschwanzdecken, der sich auch auf den braunen Steuerfedern findet. Kinn und Kehle sind weiß, die übrige Unterseite braunbeige mit helleren Flanken und Unterbauch. Die Unterschwanzdecken sind gelb. Die Iris ist dunkelbraun und der Schnabel ist schwarz. Weibchen ähneln dem Männchen, jedoch kontrastiert der Scheitel weniger deutlich zum Rückengefieder. Vögel im Jugendkleid zeigen eine dunkel gestrichelte Brust.

## Verbreitung und Lebensraum
Der Orpheusdickkopf findet sich als Brutvogel auf den Inseln Atauro, Jaco, Liran und Wetar und in großen Teilen der Insel Timor. Hier fehlt er an der Südküste zwischen den Orten Kupang und Suai und an der Nordküste zwischen Manatuto und Baucau. Auch wenn sich seine Verbreitung nur auf die Timor and Wetar Endemic Bird Area beschränkt, wir er als nicht gefährdet eingestuft. Auf Atauro besiedelt die dort häufig vorkommende Art sämtliche Lebensräume von Kulturlandschaft über Savanne mit Eukalyptusbäumen (Eucalyptus alba) bis hin zu trockenen oder immergrünen tropischen Wäldern.

## Lebensweise
Die Hauptnahrung besteht aus Insekten, die vermutlich vorwiegend im Unterholz und in der Strauchschicht gesucht werden. Über die Fortpflanzung ist nichts Genaues bekannt. Jungvögel wurden im Juli und Dezember beobachtet.